# Dorfkirche Deven

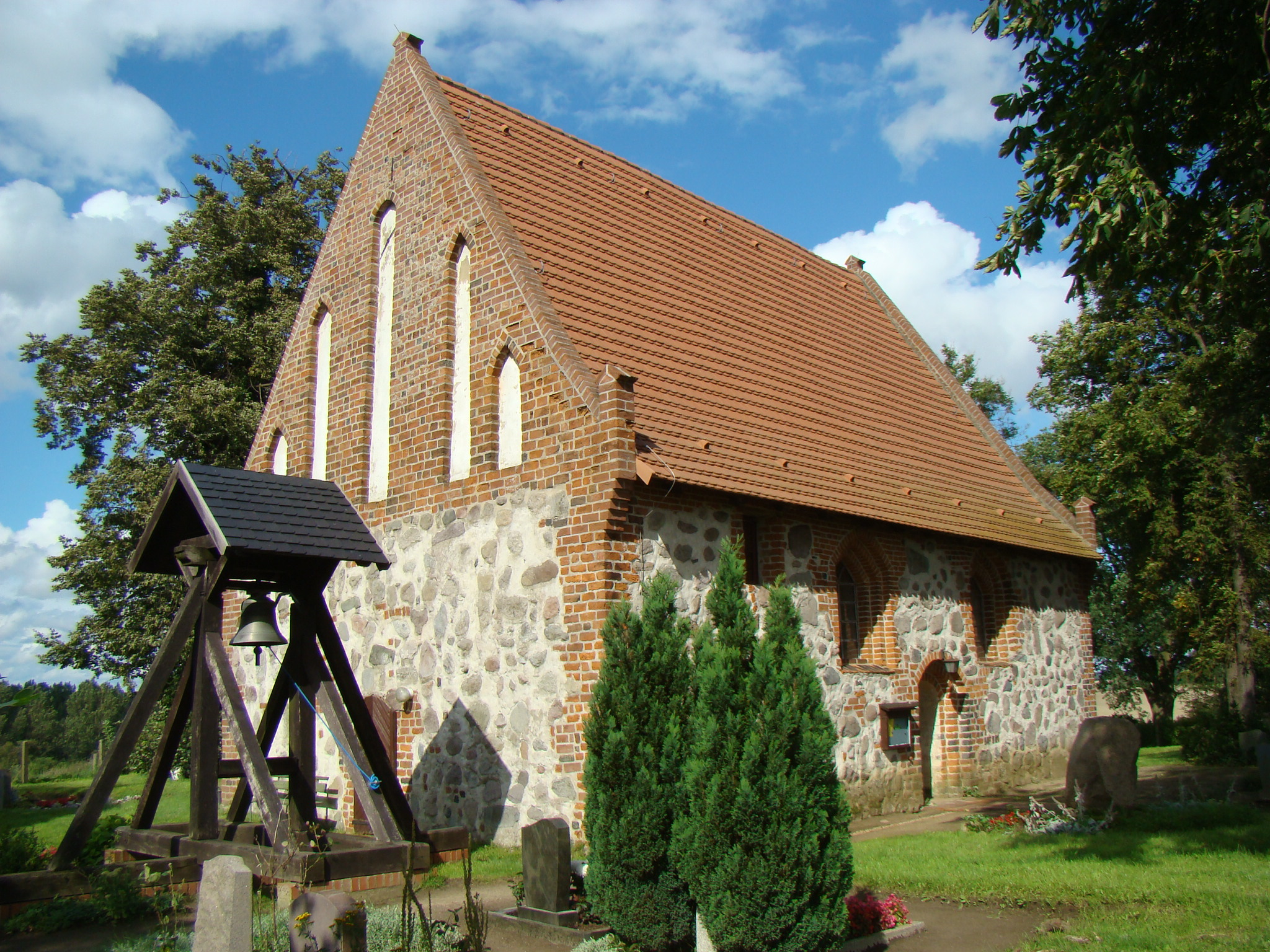
Dorfkirche in Deven

Die Dorfkirche in Deven, einem Ortsteil von Groß Plasten im Landkreis Mecklenburgische Seenplatte in Mecklenburg-Vorpommern, geht im Kern auf das 14. Jahrhundert zurück.

## Baugeschichte und Ausstattung
Bei der Kirche handelt es sich um einen rechteckigen Feldsteinbau mit Blendgiebeln aus Backstein. Die angebaute Gruft auf der Nordseite stammt aus dem 17. Jahrhundert.
Zur Ausstattung der Kirche zählen ein Kanzelaltar mit Schranken und angebauter Patronatsloge sowie ein Pastorenstuhl aus dem 18. Jahrhundert. Von einem früheren Altar haben sich sieben Schnitzfiguren (Madonna und Heilige) aus dem 15. Jahrhundert in der Kirche erhalten. Das Kruzifix und eine geschnitzte Pietà stammen aus dem 16. Jahrhundert.
Die Kirche hat keinen Glockenturm, stattdessen befindet sich bei der Kirche ein freistehender Glockenstuhl mit einer kleinen Glocke.

## Gemeinde
Deven ist heute Teil der verbundenen Kirchengemeinde Schloen-Varchentin, zusammen mit den Kirchen in Groß Dratow, Groß Plasten, Klein Plasten, Schloen und Varchentin. Sie ist Teil der Kirchenregion Müritz in der Propstei Neustrelitz im Kirchenkreis Mecklenburg der Evangelisch-Lutherischen Kirche in Norddeutschland.